# Hann

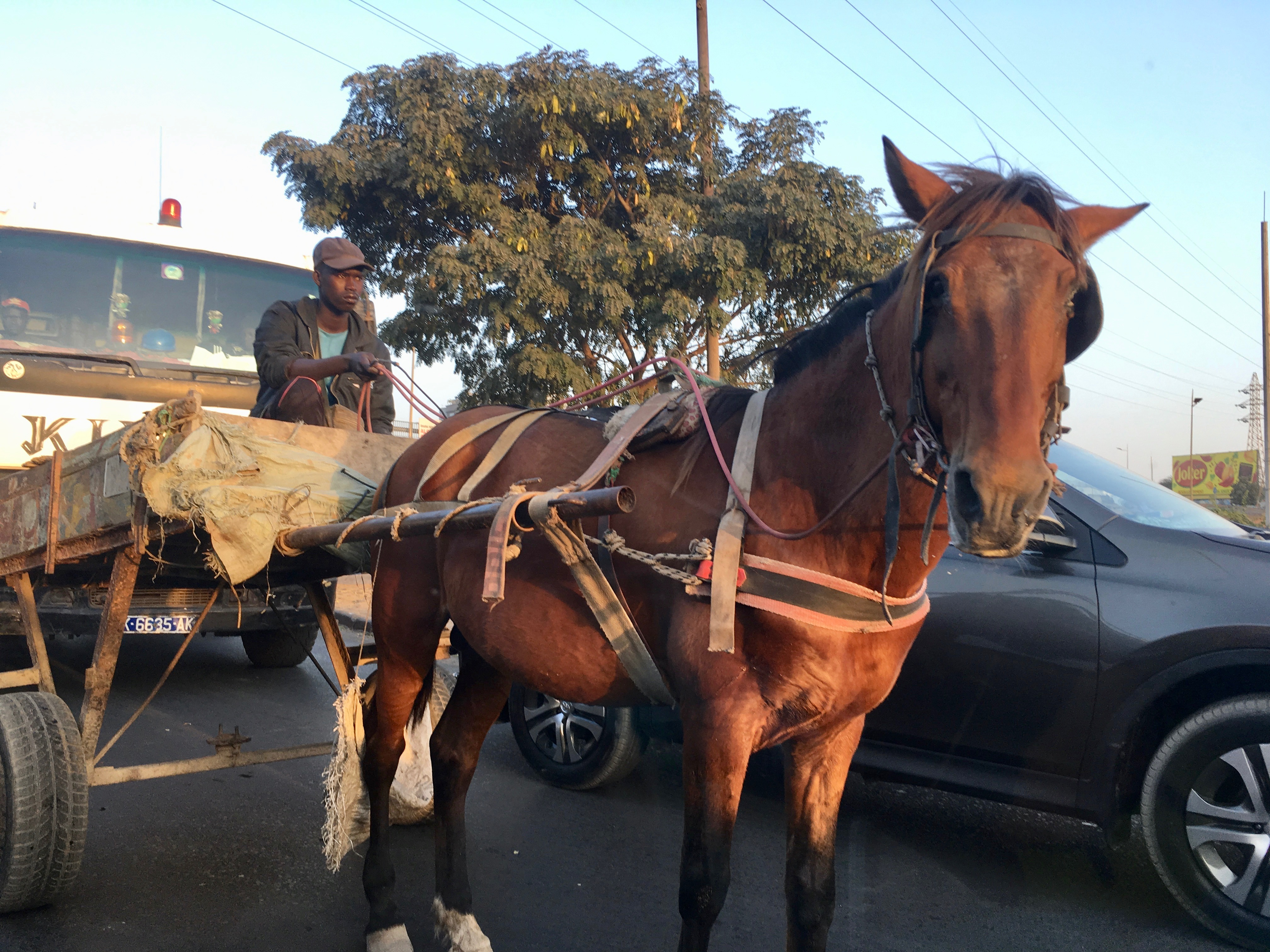
Transporte en Hann

Hann es un barrio de Dakar, en la capital del país africano de Senegal. Se encuentra ubicado en el lado este de la pequeña península con orientación sur en la cual la ciudad vieja de Dakar fue construida. El barrio de Hann se encuentra a lo largo de una playa en forma de medialuna llamada Bahía de Hann. Hann es parte del distrito Hann Bel-Air: una parte del Departamento Municipal de Dakar, que cubre la ciudad de Dakar. 